# Onciale 080
L'Onciale 080 (numerazione Gregory-Aland; "ε 20" nella numerazione Soden), è un codice manoscritto onciale del Nuovo Testamento, in lingua greca, datato paleograficamente al VI secolo.

## Descrizione
Si tratta di un manoscritto frammentario del quale sopravvivono 2 fogli di pergamena, contenenti brani il testo del Vangelo secondo Marco (9,14-18.20-22; 10,23-24.29). Il testo è scritto su due colonne per pagina e 18 linee per colonna.
Kurt Aland non ha collocato il testo del codice in nessuna categoria.

## Storia
Un foglio è conservato alla Biblioteca nazionale russa (Gr. 275, 3) a San Pietroburgo, l'altro al Patriarcato greco-ortodosso di Alessandria (496).